# Diano Marina
Diano Marina (A Maina de Dian o Dian in ligure) è un comune italiano di 5 558 abitanti della provincia di Imperia in Liguria.

## Geografia fisica
Il territorio di Diano Marina è situato sulla costa della Riviera di Ponente, nell'omonimo golfo delimitato dal Capo Cervo - a est - e dal Capo Berta sul versante opposto. Il centro storico è collocato in destra idrografica del torrente San Pietro.

## Storia
Le prime testimonianze di frequentazione umana a Diano Marina risalgono al paleolitico medio e superiore (100.000-10.000 anni fa), con il passaggio di gruppi di cacciatori-raccoglitori, documentata da numerosi ritrovamenti di strumenti litici avvenuti sulle retrostanti pendici collinari, in particolare nei territori di Diano Calderina, Diano Serreta, Diano Gorleri, la frazione di Borgo Muratori e Diano Castello. Altri ritrovamenti effettuati nel corso degli anni, come reperti quali urne cinerarie facenti parte di una necropoli, hanno permesso di appurare l’esistenza di un importante insediamento costiero, abitato dai Liguri Ingauni, durante l’età del bronzo antico, tra il XVIII e il XVI secolo a.C.
Le favorevoli condizioni climatiche portarono alla nascita di un importante abitato durante l’età del ferro, che durò fino alla conquista romana. A riprova della grande vitalità della zona, i due focolari di via Villebone e la presenza di anfore e ceramiche, che viaggiavano da Marsiglia all’Italia meridionale.
L'Impero romano attorno al 200 a.C., impegnato nella conquista della regione ligure, qui costituì un piccolo borgo di sosta chiamato Lucus Bormani - "radura sacra all'interno di un bosco" - originariamente dedicata al dio Borman o Bormano, un dio sanguinario, signore delle acque, con residenza stabile nella grande foresta che si estendeva da Capo Cervo a Capo Berta. Le tribù locali temevano a tal punto questa truce divinità da sconsigliare ai viandanti di addentrarsi nel bosco sacro dopo il calare del sole. L'attuale denominazione di Diano deriverebbe, secondo alcuni, proprio dai Romani che vollero educare la popolazione locale al culto di Diana, dea della caccia, estirpando il dio preistorico Bormano precedentemente venerato; ma è ipotesi fantasiosa perché risulta invece che nel Basso Medioevo chiamatasi Adyanus (evidentemente da Vicus Adianus) ed era infatti con tale nome che la sua comunità era tenuta a partecipare alla formazione delle armate di mare genovesi con una galea armata a sue spese, come si può leggere nel Chronicon Estense pubblicato dal Muratori (Rerum Italicarum Scriptores, T. XV, cc. 466-467, all'anno 1341. Milano, 1727). La presenza di questa località lungo la via Julia Augusta è documentata dal cippo miliario rinvenuto a Chiappa, frazione di San Bartolomeo al Mare. Dell'antica presenza romana rimangono ancora oggi costruzioni di un agglomerato urbano, scoperte durante alcuni scavi adiacenti al campo sportivo.
Secondo alcune fonti la primitiva educazione al Cristianesimo si ebbe intorno al I secolo a opera dei santi Nazario e Celso, ai quali la popolazione dianese dedicherà in seguito una piccola chiesa vicino al campo sportivo.
Tra il IX e il X secolo, la necessità di difendersi da invasioni e saccheggi da parte dei pirati saraceni, portò all’incastellamento dell’abitato sulla collina alle spalle dell’antica mansio romana, nella zona dove oggi sorge il comune di Diano Castello.

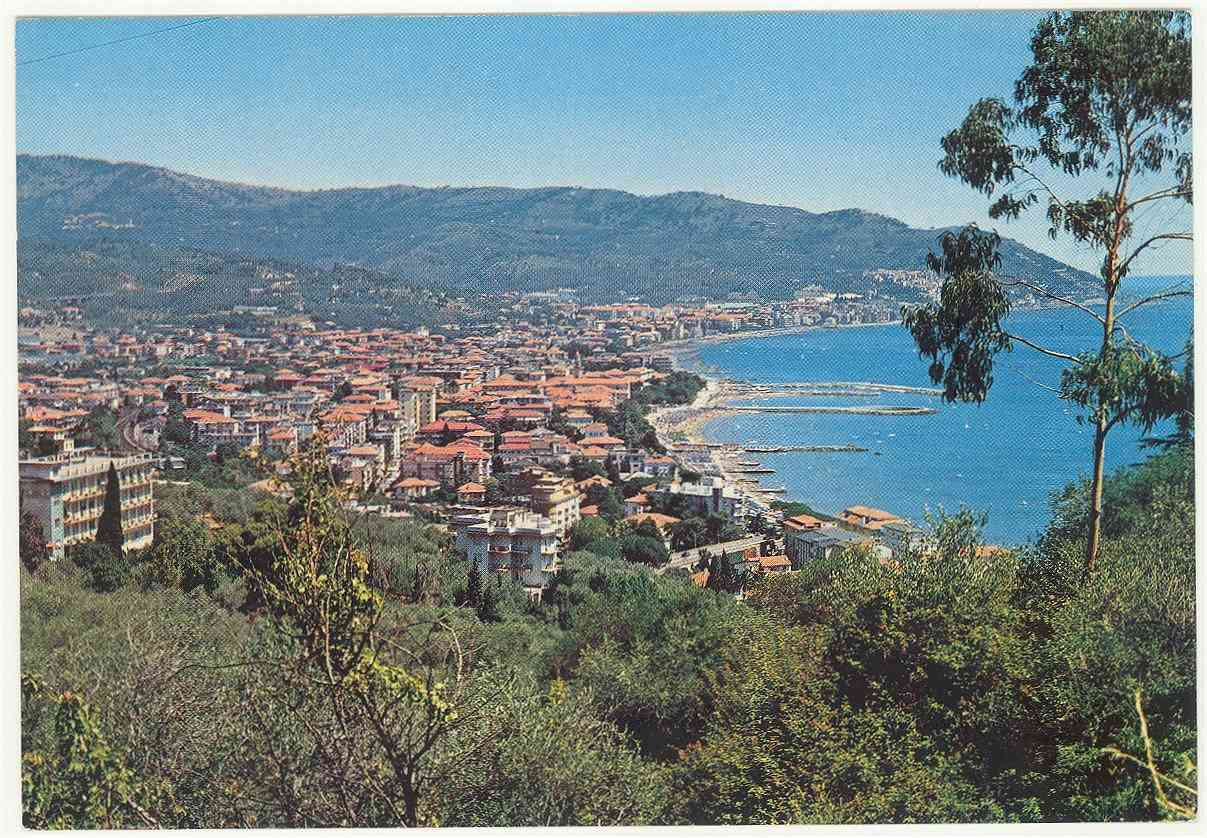
Panorama degli anni sessanta del XX secolo

Un nuovo impulso all'economia del borgo di Diano Marina, specie nel settore agricolo, si ebbe nell'XI secolo quando i monaci Benedettini - provenienti dal Piemonte - introdussero la coltivazione dell'ulivo e la conseguente produzione di olio di oliva. In questo secolo il territorio dianese divenne dominio feudale dei marchesi di Clavesana, fino al 1177 quando si eresse comune libero e autonomo.
Al 1199 risale l'istituzione della Communitas Diani, l'unione di diversi centri della valle del Diano e del golfo che nel 1228 divenne parte integrante della Repubblica di Genova, stringendo con la capitale ligure una duratura alleanza che per servigi prestati esentò dazi e gabelle sulle merci importate dal territorio. Una comunità che nel 1284, nella battaglia navale della Meloria tra le vittoriose flotte genovesi contro quelle pisane, non fece mancare il suo appoggio appunto con l'armamento di una galea.
Oramai composto nel corso del XVI secolo da circa sessanta nuclei familiari - i cosiddetti "fuochi" - Diano Marina divenne la principale base commerciale per l'olio di oliva di tutta la riviera ligure ponentina; la rada dianese, per la sua conformazione naturale, costituiva un buon punto di approdo e di partenza delle merci che via mare raggiungevano i principali porti europei. Traffici che in questo secolo e in quello successivo dovettero pure far fronte alle sempre più frequenti incursioni dei corsari barbareschi e che costrinsero il Senato genovese a porvi rimedio erigendo sul territorio, con l'aiuto sostanzioso della popolazione locale, di torri d'avvistamento e di difesa lungo la costa e i crinali.

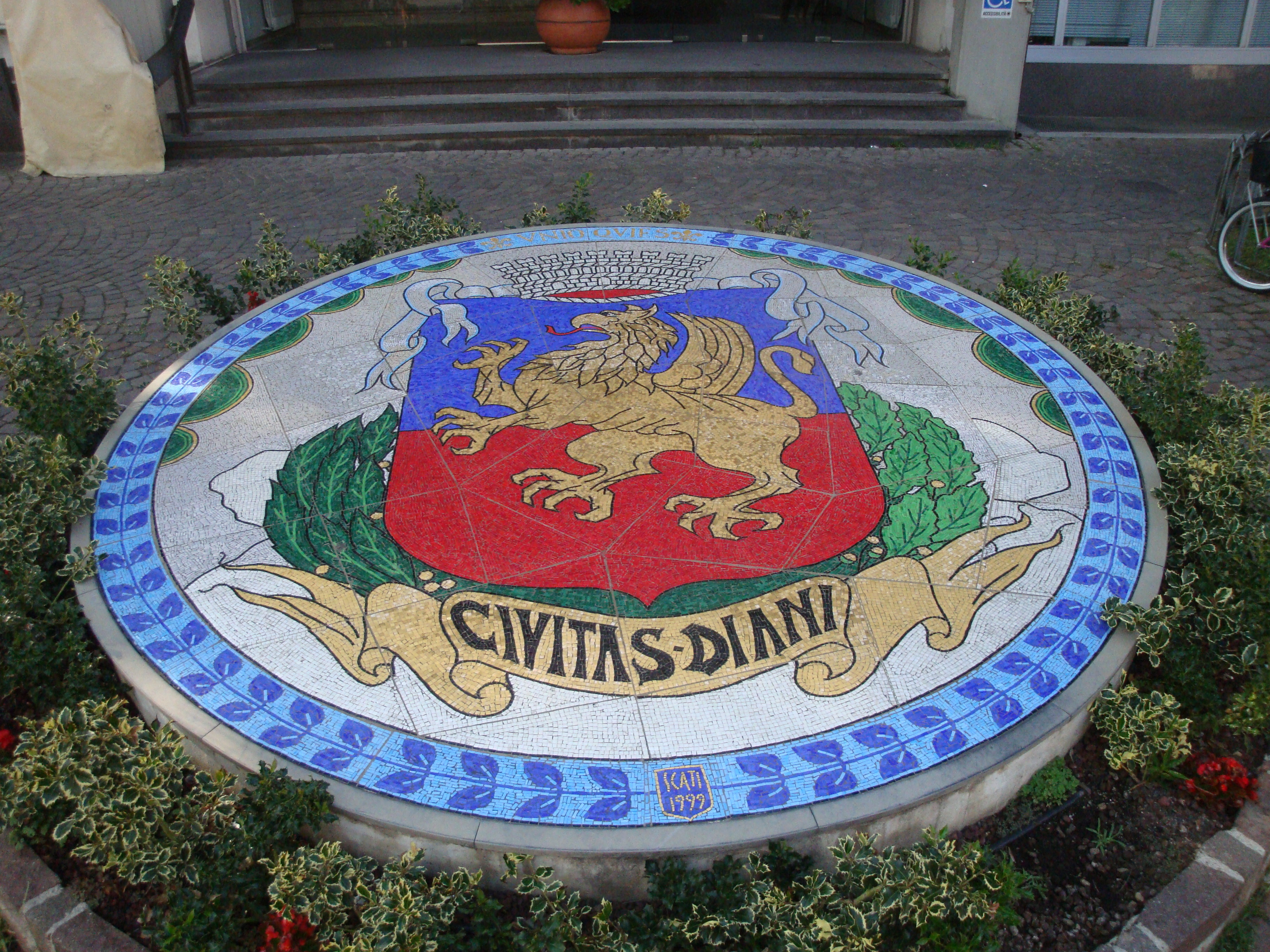
La raffigurazione dello stemma dianese in una piazza del centro storico di Diano Marina

Caduta la Repubblica di Genova nel 1797, la nuova municipalità di Diano Marina rientrò dal 2 dicembre 1797 nella Repubblica Ligure. Dal 28 aprile del 1798 fece parte del IV cantone, come capoluogo, della Giurisdizione del Capo delle Mele e dal 1803 centro principale della Giurisdizione degli Ulivi. Annesso al Primo Impero francese dal 13 giugno 1805 al 1814 fu inserito nel Dipartimento di Montenotte.
Nel 1815 il territorio fu inglobato nel Regno di Sardegna, così come stabilì il Congresso di Vienna del 1814, e successivamente nel Regno d'Italia dal 1861. Dal 1859 al 1926 il territorio fu compreso nel II mandamento omonimo del circondario di Porto Maurizio facente parte della provincia di Porto Maurizio (poi Provincia di Imperia, dal 1923). Nel 1871 la frazione di Paradisi venne distaccata da Diano Castello e aggregata al comune di Diano Marina.
Il terremoto e successivo tsunami del 23 febbraio 1887 fece notevoli danni strutturali alle case, ai monumenti artistici e la perdita di alcune vittime; si deve all'ingegnere piemontese Giacomo Pisani la paternità della progettazione del nuovo piano regolatore e del nuovo assetto urbanistico che interessò successivamente la cittadina. L'arrivo della linea ferroviaria Genova-Ventimiglia e la conseguente apertura della locale stazione - il 25 gennaio 1872 - portò a una nuova rinascita turistica di Diano Marina che convertì un turismo prettamente d'élite, affine ad altre zone della Liguria di fine Ottocento, ad uno di massa e più "popolare", soprattutto tra gli anni cinquanta e sessanta del Novecento.
Nel 1923 al comune di Diano Marina furono aggregate le municipalità di Cervo, San Bartolomeo del Cervo, Diano Arentino, Diano Borello, Diano Calderina, Diano Castello, Diano San Pietro e Villa Faraldi; nel 1925 solo le comunità di Cervo, Diano Arentino, Diano Castello e Diano San Pietro furono ricostituite scorporando i vari territori dalla municipalità dianese.

### Simboli
Stemma
Gonfalone

## Monumenti e luoghi d'interesse

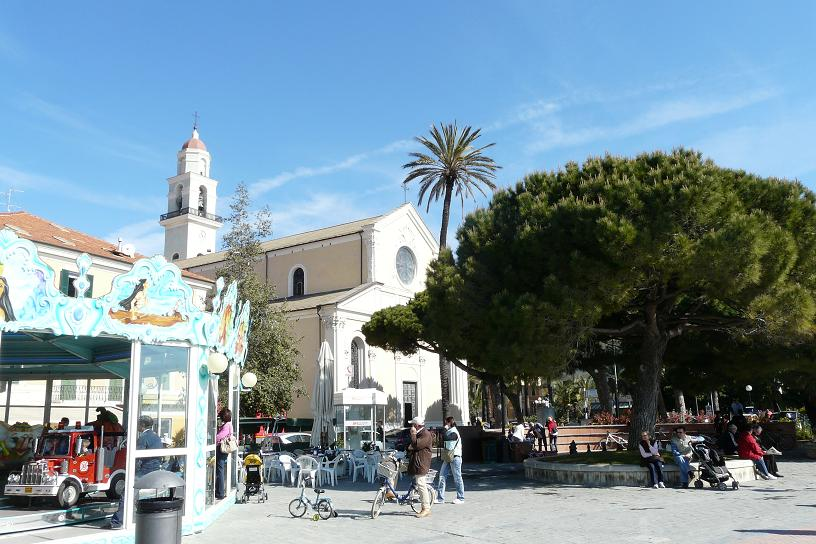
La chiesa parrocchiale di Sant'Antonio a Diano Marina

### Architetture religiose
- Chiesa parrocchiale di Sant'Antonio nel capoluogo, presso il lungomare di Diano Marina. L'attuale costruzione è il frutto della nuova edificazione che avvenne tra il 1862 e il 1865.
- Chiesa dei Santi Nazario e Celso nel capoluogo. L'edificio, sconsacrato e consto da un'unica aula con abside semicircolare in grandi conci regolari e monofore di tipo tardo romanico, è situato nella zona archeologica di Prato Fiorito ove sono stati rinvenuti gli insediamenti romani dell'antica Lucus Bormani. Fu costruito sopra ad altre costruzioni di epoca romana presentando un intricato stile architettonico di murature delle diverse epoche. Dal 2005 il sito archeologico è interessato da campagne di scavo - diretti dall'Istituto internazionale di studi liguri, su autorizzazione del Ministero per i beni e le attività culturali tramite la Soprintendenza per i beni archeologici della Liguria - dove già sono state rinvenute un'ottantina di sepolture.
- Oratorio della Santissima Annunziata, sito adiacente al porto di Diano Marina, è una costruzione risalente molto probabilmente al Medioevo, ma i numerosi restauri effettuati nei secoli successivi ne hanno alterato o modificato la struttura originaria. Sono presenti alcuni affreschi dei pittori Tommaso e Matteo Biazaci da Busca.
- Chiesa del Sacro Cuore nel capoluogo, presso il quartiere di Sant'Anna, edificata in stile neogotico nel periodo tra fine Ottocento e inizio Novecento.
- Chiesa parrocchiale di San Giacomo nella frazione di Diano Calderina. Al suo interno si conservavano un polittico del 1514 di ignoto pittore e una tela dell'Annunciazione di Domenico Fiasella, entrambi custoditi ora al museo diocesano di Albenga.
- Chiesa parrocchiale di San Nicola nella frazione di Diano Gorleri.
- Chiesa di Sant'Anna nella frazione di Diano Serreta. La chiesa fu eretta nel XVII secolo dalla famiglia Casalmiglia come cappella gentilizia. Lo stile architettonico barocco, con pianta centrale, è preceduto da un piccolo portico e una cupola con tetto in ardesia. Al suo interno l'altare in marmo è risalente al 1675.
- Chiesa di San Biagio nella frazione di Muratori.

### Architetture civili

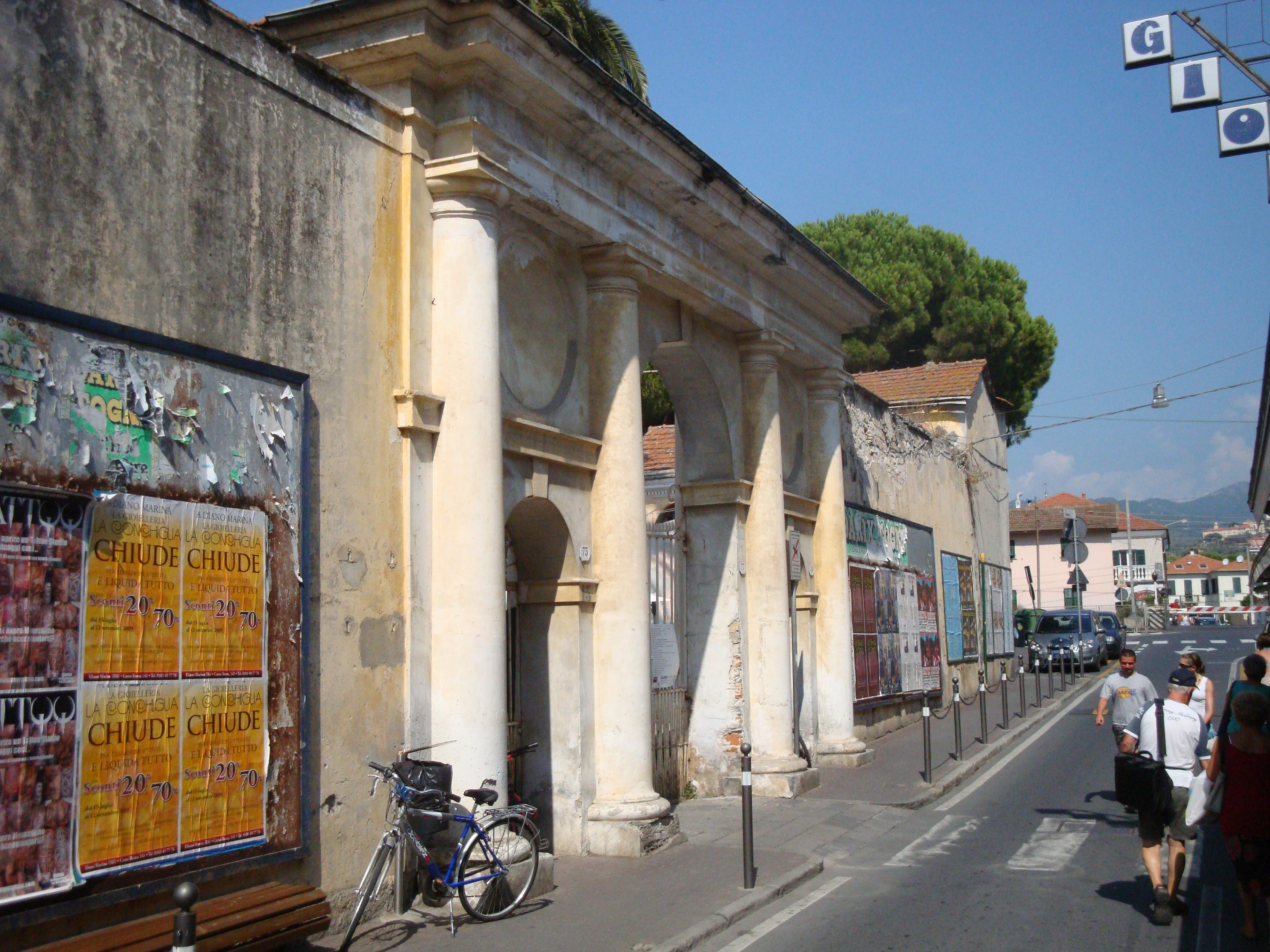
Ingresso di villa Scarsella

- Ingresso di villa ScarsellaPalazzo del Parco. L'edificio fu costruito verso la metà del XIX secolo ed è sede della biblioteca civica "Angiolo Silvio Novaro" e del museo civico (sezioni archeologico, risorgimentale e mineralogico[11]). Dalla sua costruzione cambiò più volte destinazione d'uso.
- Palazzo Maglione, precedente sede del municipio dianese.
- Villa Scarsella. Anticamente fu un convento dei frati Domenicani, costruito nel XVI secolo, lungo la strada che conduce a Diano Castello. Con la Repubblica Ligure, a seguito della dominazione napoleonica nel 1798, furono soppressi gli ordini monastici, pertanto il convento fu dapprima soppresso e in seguito venduto. Durante gli anni del Ventennio fascista l'immobile fu sede della colonia marina di Alessandria "Dalmazio Birago" - (Ente Opere Assistenziali). Acquistato dalla famiglia Roggeri l'immobile fu trasformato in una villa nobiliare. Dagli anni settanta è sede di una scuola primaria statale.

### Architetture militari
- Il Bastione, fortificazione-torre non più esistente nei pressi della riva del torrente San Pietro. La struttura aveva forma ottagonale, con uno sperone più avanzato degli altri, e crollò poco prima del 1840 per l'effetto erosivo delle correnti marine.
- Torre di sant'Erasmo, all'estremità occidentale di Diano Marina, fu inglobata nel 1836 in un forte e successivamente trasformata in abitazione privata e quindi non più riconoscibile.
- Torre dell'Alpicella o Alpixella, situata nel punto più elevato (267 m s.l.m.) di Capo Berta, costituita da una fortificazione circolare con muratura in pietra grezza e copertura tronco conica risalente ai secoli XIV-XV.

## Società

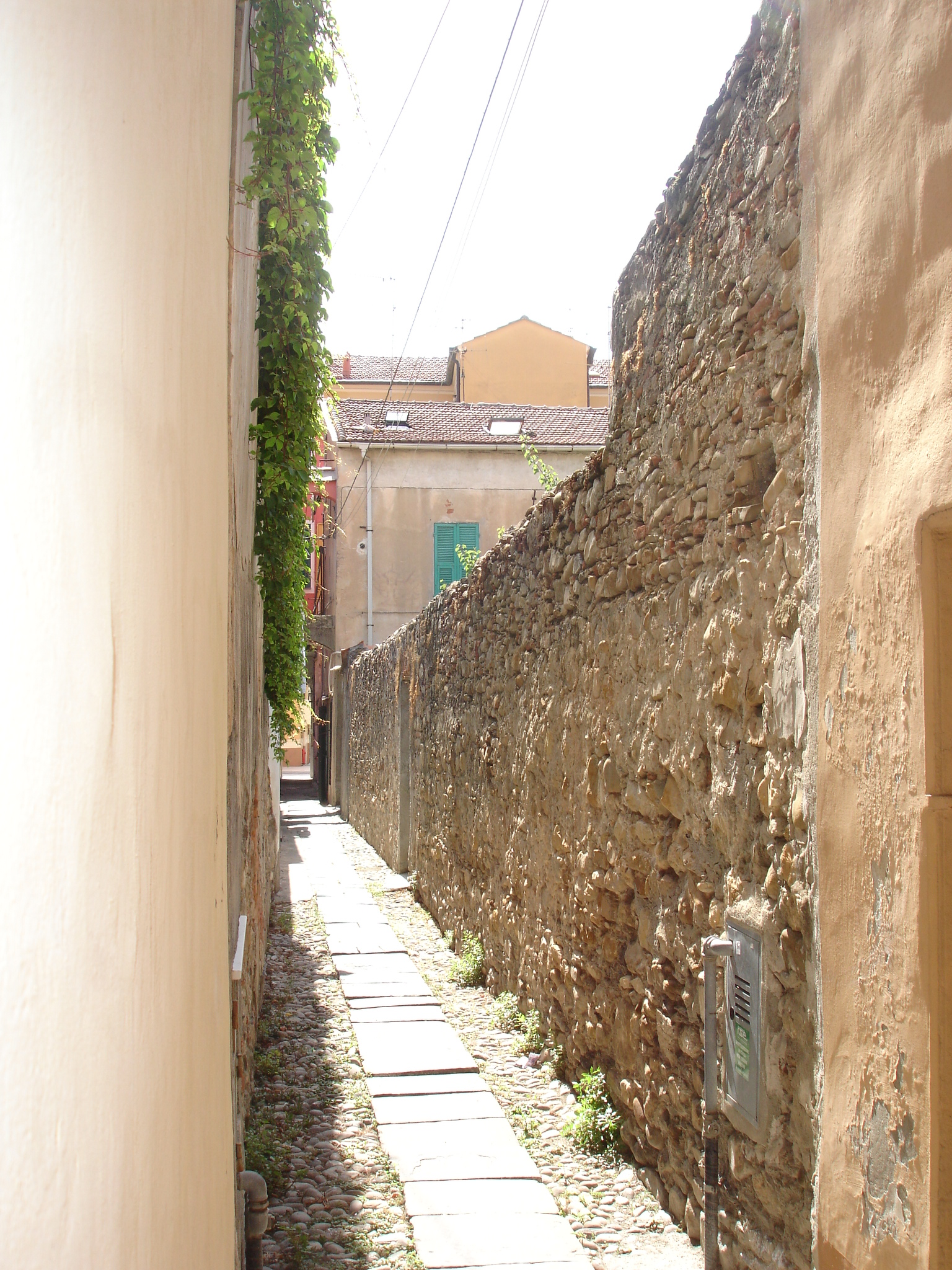
L'unico carrugio del centro storico

### Evoluzione demografica
Abitanti censiti

### Etnie e minoranze straniere
Secondo i dati Istat al 31 dicembre 2021, i cittadini stranieri residenti a Diano Marina sono 801, così suddivisi per nazionalità, elencando per le presenze più significative:
1. Albania, 262
2. Bangladesh, 88
3. Romania, 85
4. Egitto, 48
5. Tunisia, 39
6. Cina, 37
7. Perù, 31
8. Marocco, 28
9. Macedonia del Nord, 25

## Cultura

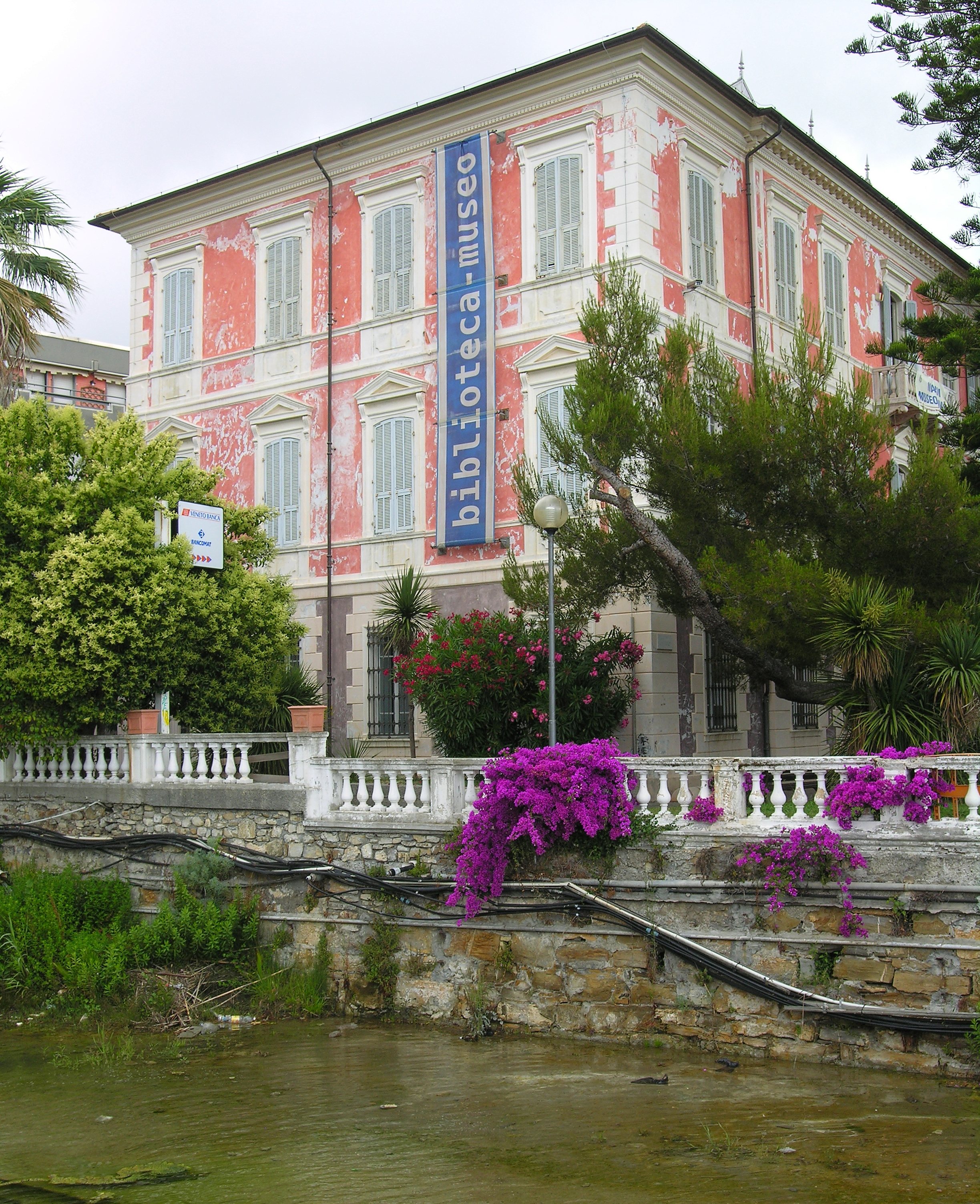
Palazzo del Parco, sede museale.

(Giorgio Santiano, Auf wiedersehen a Diano Marina)

### Istruzione

#### Biblioteche
- Biblioteca civica "Angiolo Silvio Novaro". L'istituzione della stessa avvenne con delibera comunale del 26 aprile 1957[15], tuttavia un'analoga proposta era già stata avanzata nel dicembre 1926[15]. Nel marzo del 1965[15] fu acquistata dal Comune di Diano Marina la proprietà del Palazzo del Parco, ove nel primo piano dello stabile trovò spazio la nuova biblioteca civica, aperta al pubblico il 17 ottobre 1972[15] e che un anno prima fu intitolata al poeta dianese Novaro[15].

#### Musei
- Museo civico di Diano Marina. Il polo museale, allestito nelle sale del Palazzo del Parco, è consto dalle sezioni archeologica, risorgimentale e mineralogica. La parte legata all'archeologia è stata riallestita nel 2004[16] a cura dell'Istituto internazionale di studi liguri (su collaborazione[16] con il Comune di Diano Marina e la Soprintendenza per i beni archeologici della Liguria) e conta su nove sale espositive dove sono esposti i reperti archeologici rinvenuti nel comprensorio tra Capo Berta e Capo Cervo[16] e una sala a carattere multimediale. La sezione legata al Risorgimento italiano è stata aperta al pubblico nel 2007[17] (poi riallestita nel 2011[17] in occasione della ricorrenza dei 150 anni dell'Unità d'Italia) ed è intitolata al dianese "pilota dei Mille" Andrea Rossi[17]. Principalmente alla famiglia De Cavero[18] apparteneva la vasta collezione mineralogica (circa 250 pezzi[18]) che nel corso degli anni sessanta del Novecento fu acquistata[18] dall'ente civico e temporaneamente sistemata in apposite vetrine della locale scuola media (1971[18]); nel 2005[18] questa sezione del polo museale trovò spazio nei locali di Palazzo del Parco.

### Eventi

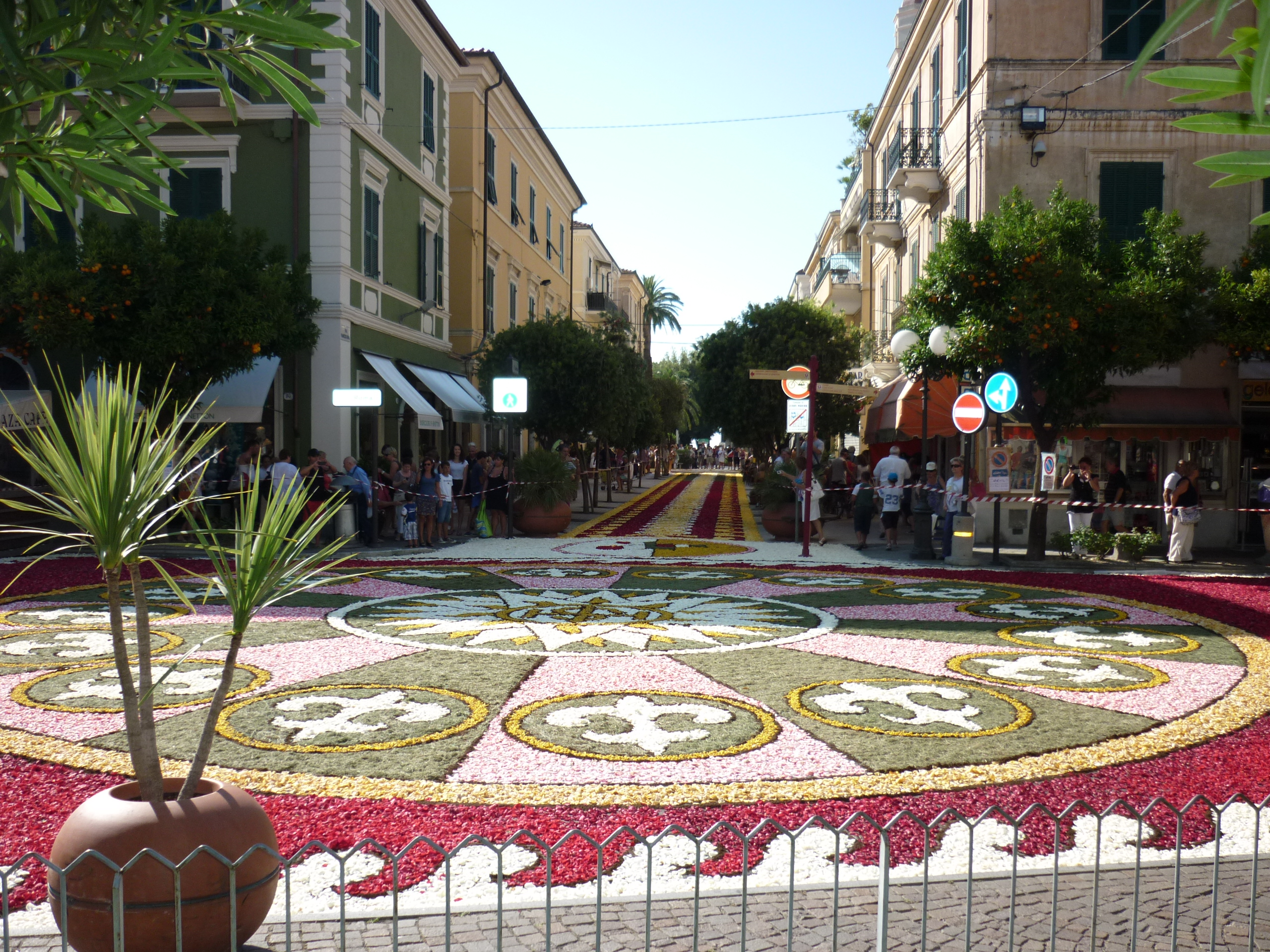
L'Infiorata del Corpus Domini nel centro di Diano Marina

- Infiorata del Corpus Domini, la cui prima edizione è risalente al 1963, lungo il centro storico di Diano Marina.
- "Carnevale Dianese", a Diano Marina, con la partecipazione di otto carri allegorici e gruppi folcloristici diretti dalla Famïa Dianese; la prima edizione risale al 1969.

### Musica
- Banda Musicale "Città di Diano Marina", fondata nel 1853.
- Il duo musicale "Nina e Simone" fondato a Diano Marina dai musicisti Nina e Simone Medagliani ha rappresentato nel 2018 la città in Francia a Metz.
- Nel 1960 il musicista pinerolese Giorgio Santiano ottenne molto successo con la canzone Auf Wiedersehen a Diano Marina, incisa su dischi Fonit Cetra.
- Bruno Lauzi ha dedicato alla città nel 1988 la canzone Diano Marina, contenuta nell'album La musica del mondo[19].
- Nei primi anni sessanta del Novecento la città è stata la sede del "Festival di Diano Marina"[20].

## Geografia antropica
Il territorio comunale è costituito, oltre al capoluogo, dalle frazioni di Diano Calderina, Diano Gorleri, Diano Serreta e Muratori per una superficie territoriale di 6,67 km².
Confina a nord con il comune di Diano Castello, a sud è bagnato dal mar Ligure, ad ovest con Imperia e ad est con San Bartolomeo al Mare.

## Economia

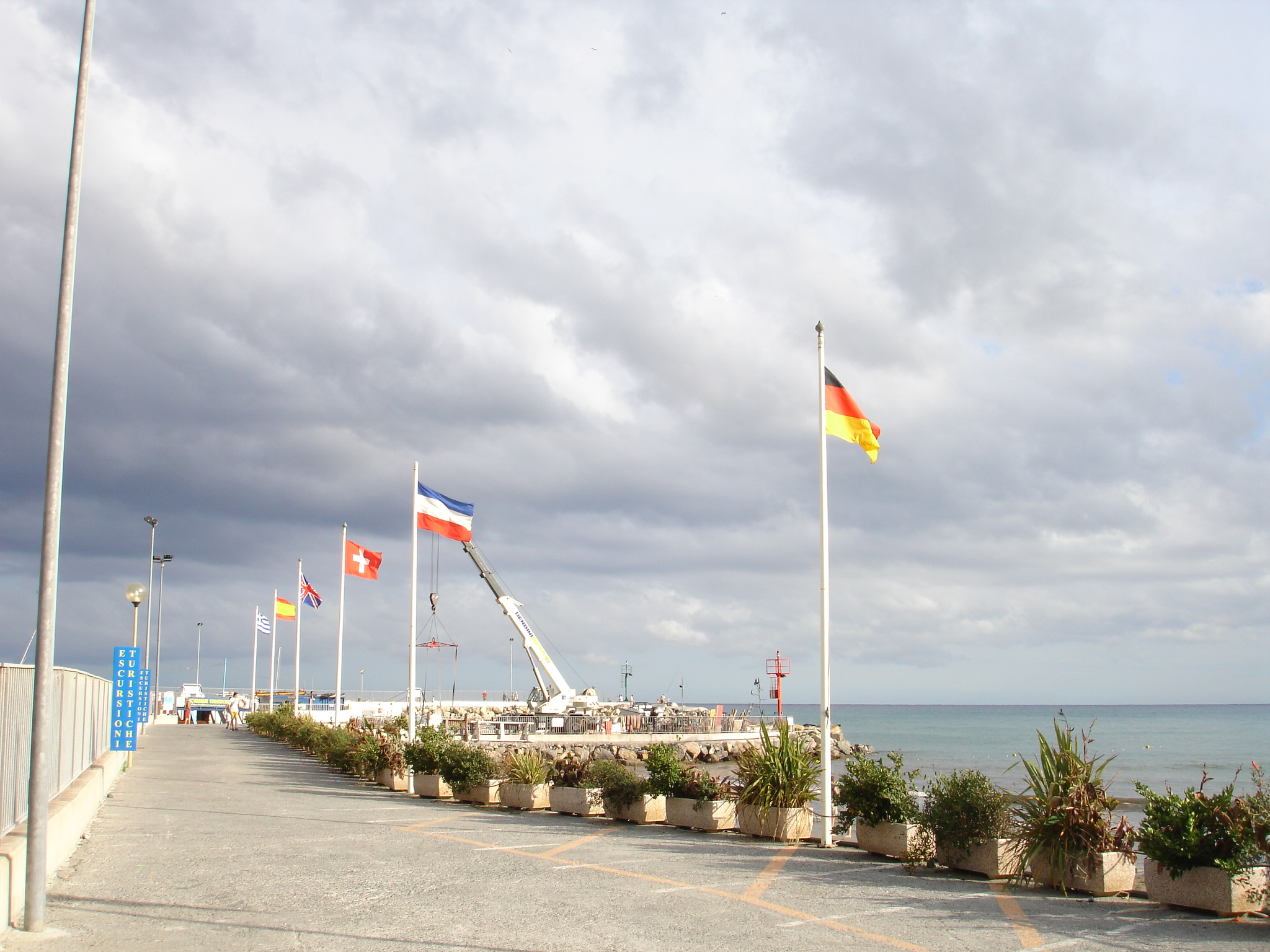
La passeggiata sul molo del porticciolo turistico

La principale risorsa economica del territorio del comune è l'attività legata al turismo, specie nel periodo estivo. In particolare, si caratterizza per un turismo di natura principalmente climatica, che attrae, proprio per il suo clima mite, turisti da tutta l'Europa.
La località ha ottenuto dalla FEE-Italia (Foundation for Environmental Education) il conferimento della bandiera blu per la qualità delle sue spiagge.
È rilevante anche l'attività agricola: nell'immediato entroterra di Diano sono presenti numerose serre dove principalmente viene praticata la coltivazione di basilico, pomodori (nella fattispecie, la varietà cuore di bue) e fiori. Settore molto importante è anche l'olivicoltura che grazie ai numerosi frantoi di tradizione dà vita alla produzione dell'olio di oliva "Taggiasca".

## Infrastrutture e trasporti

### Strade
Il territorio di Diano Marina è attraversato principalmente dalla strada statale 1 Via Aurelia che permette il collegamento stradale con San Bartolomeo al Mare, ad est, e con Imperia ad ovest. Altre arterie provinciali del territorio sono la SP 36 per Diano San Pietro e la SP 37 per Diano Castello e Diano Arentino.

### Ferrovie
Diano Marina era dotata di una propria stazione sulla linea ferroviaria Genova-Ventimiglia nel tratto locale compreso tra Ventimiglia e Savona. La nuova fermata ferroviaria di Diano è stata attivata l'11 dicembre 2016, in contemporanea con il nuovo tracciato a doppio binario della ferrovia Genova-Ventimiglia, sostituendo la vecchia stazione di Diano Marina, posta sul tracciato originario a binario unico, contestualmente soppresso.

## Amministrazione

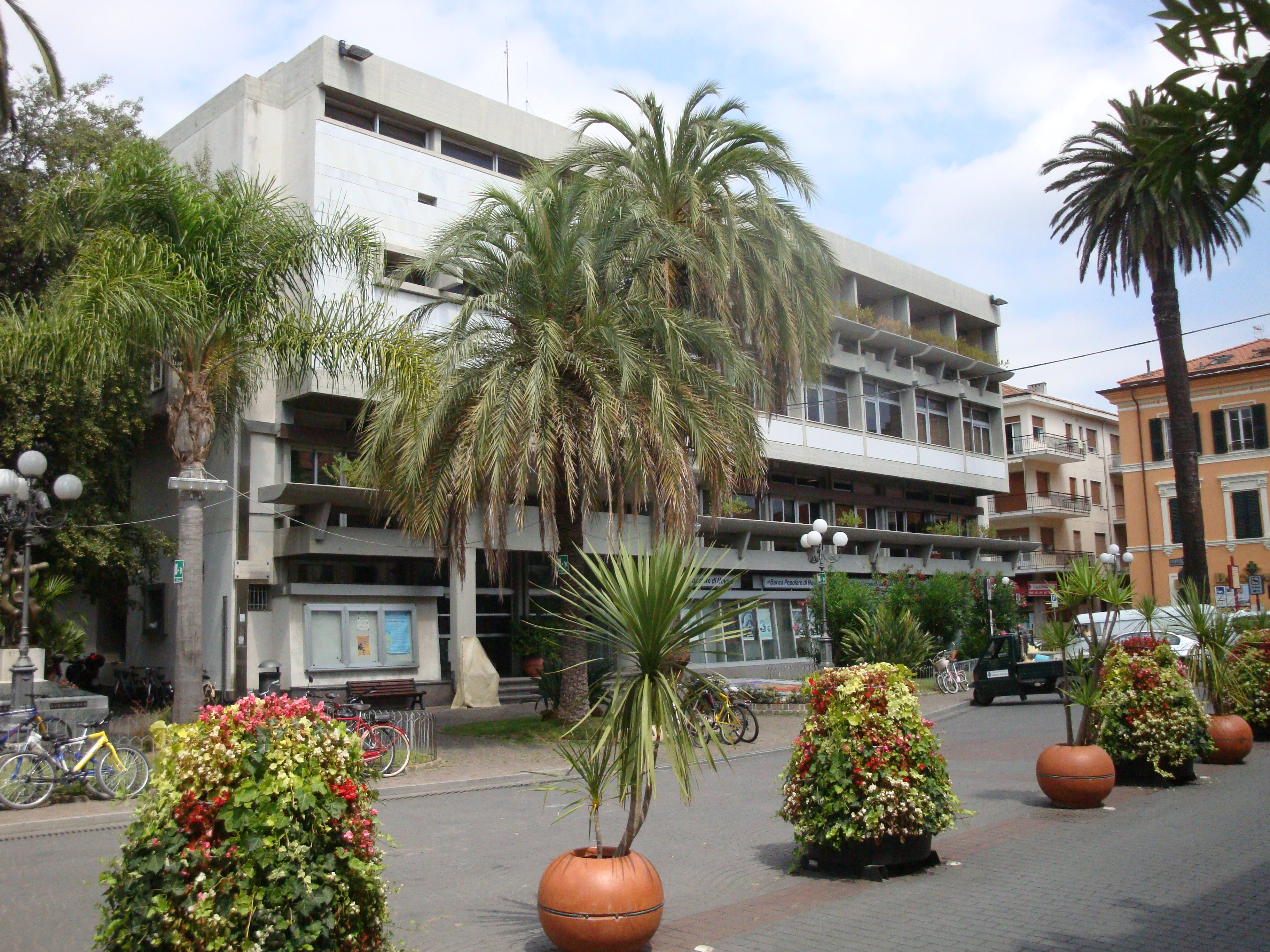
Il palazzo comunale

| Periodo           | Periodo           | Primo cittadino        | Partito                                      | Carica         | Note   |
| ----------------- | ----------------- | ---------------------- | -------------------------------------------- | -------------- | ------ |
| np                | np                | Pietro Ghigliazza      |                                              | Sindaco        |        |
| np                | np                | Alfredo Lombardo       |                                              | Sindaco        |        |
| np                | np                | Massimo Pissarello     |                                              | Sindaco        |        |
| np                | np                | Carlo Mascarello       |                                              | Sindaco        |        |
| 1945              | np                | Giorgio Taramasco      | Comitato di Liberazione Nazionale            | Sindaco        |        |
| 1965              | np                | Ettore Carcheri        |                                              | Sindaco        |        |
| 6 novembre 1987   | 7 giugno 1993     | Candida Ferrari        | Democrazia Cristiana                         | Sindaco        |        |
| 8 giugno 1993     | 14 settembre 1996 | Andrea Guglieri        | Lega Nord                                    | Sindaco        | [ 22 ] |
| 14 settembre 1996 | 18 novembre 1996  | Giuseppe Giugliano     |                                              | Comm. straord. | [ 23 ] |
| 18 novembre 1996  | 14 maggio 2001    | Andrea Guglieri        | lista civica di centro                       | Sindaco        |        |
| 14 maggio 2001    | 30 maggio 2006    | Angelo Basso           | lista civica di centro-destra                | Sindaco        |        |
| 30 maggio 2006    | 16 maggio 2011    | Angelo Basso           | lista civica di centro-destra                | Sindaco        |        |
| 16 maggio 2011    | 6 giugno 2016     | Giacomo Chiappori      | Lega Nord                                    | Sindaco        |        |
| 6 giugno 2016     | 4 ottobre 2021    | Giacomo Chiappori      | Lega Nord                                    | Sindaco        |        |
| 4 ottobre 2021    | in carica         | Cristiano Za Garibaldi | Vivere Diano (lista civica di centro-destra) | Sindaco        |        |

### Gemellaggi
Diano Marina è gemellata con:
- Diano d'Alba, dal 2007;
- Granadilla de Abona, dal 2013.

## Sport

### Calcio
- A.S.D. Golfo Dianese 1923, militante nel campionato di Prima Categoria e di Seconda Categoria (squadra B).

### Ciclismo
Per due volte Diano Marina è stata sede di arrivo di tappa del Giro d'Italia: la 15ª tappa del 1965 Novi Ligure-Diano Marina, vinta da Bruno Mealli e la 1ª tappa del 1966 Monte Carlo-Diano Marina, vinta da Vito Taccone, ed una volta è stata sede di partenza della 3ª tappa del Giro d'Italia 1966 Diano Marina-Genova, vinta da Severino Andreoli.
Diano Marina vede inoltre il passaggio sistematico della Milano-Sanremo, prima della famosa salita di Capo Berta.

### Pallavolo
- Golfo di Diana Volley, società femminile fondata nel 2005.

### Karate
- A.S.D. DKD, fondata nel 2005, dalle ceneri di un precedente sodalizio di nome A.S.D. CSKS, è operativa in campo agonistico anche oltre i confini nazionali, ha come fiore all'occhiello, il settore giovanile. È affiliata FIJLKAM.